# Portalegre
Portalegre és un municipi portuguès, situat al districte de Portalegre, a la regió d'Alentejo i a la subregió de l'Alto Alentejo. L'any 2004 tenia 24.756 habitants. Limita al nord amb Castelo de Vide, al nord-est amb Marvão, a l'est amb Extremadura, al sud amb Arronches i Monforte i a l'oest amb Crato.
| Població del concelho de Portalegre (1801 – 2004) | Població del concelho de Portalegre (1801 – 2004) | Població del concelho de Portalegre (1801 – 2004) | Població del concelho de Portalegre (1801 – 2004) | Població del concelho de Portalegre (1801 – 2004) | Població del concelho de Portalegre (1801 – 2004) | Població del concelho de Portalegre (1801 – 2004) | Població del concelho de Portalegre (1801 – 2004) | Població del concelho de Portalegre (1801 – 2004) |
| ------------------------------------------------- | ------------------------------------------------- | ------------------------------------------------- | ------------------------------------------------- | ------------------------------------------------- | ------------------------------------------------- | ------------------------------------------------- | ------------------------------------------------- | ------------------------------------------------- |
| 1801                                              | 1849                                              | 1900                                              | 1930                                              | 1960                                              | 1981                                              | 1991                                              | 2001                                              | 2004                                              |
| 9852                                              | 9877                                              | 18711                                             | 23922                                             | 28384                                             | 27313                                             | 26111                                             | 25980                                             | 24756                                             |

## Personatges il·lustres
- João Vaz Barradas Muitopão e Morato (1689-1748) compositor i musicògraf.
- Manuel Tavares (1625-[...?]) compositor i organista.